# Rabenkirchen-Faulück
Rabenkirchen-Faulück (danska: Ravnkær-Fovlløk) är en kommun i Kreis Schleswig-Flensburg i förbundslandet Schleswig-Holstein i Tyskland. 
Kommunen bildades 1 januari 1971 genom en sammanslagning av de tidigare kommunerna Faulück och Rabenkirchen.
Kommunen ingår i kommunalförbundet Amt Kappeln-Land tillsammans med ytterligare tre kommuner.